# Marie-Louise O'Murphy
Marie-Louise O'Murphy (aussi appelée « Mademoiselle de Morphy », « la belle Morphise », « Louise Morfi » ou « Marie-Louise Morphy de Boisfailly »), née le  21 octobre 1737 à Rouen, morte le 11 décembre 1814 à Paris, connue comme le modèle d'un tableau de François Boucher, est l'une des petites maîtresses de Louis XV.

## Biographie

### Naissance à Rouen
Marie-Louise O’Murphy, Morfy ou Morfi, naît à Rouen, le 21 octobre 1737, dernière née des douze enfants de Daniel Morfi et Marguerite Iquy, et baptisée le même jour dans l'église Saint-Eloi : 

« Le vingt et un d’octobre mille sept cent trente sept fut baptisée par nous curé Marie-Louise fille de Daniel Morphy et de Marguerite Iquy née du légitime mariage de ce jourd’hui. Le parrain Louis Jean Baptiste Goudouin la marraine Marie Anne Obrienne qui ont signé.
[Signés] Morfi, Louis Jean Baptiste Gondoüin, Marie Obrienne, Aubin curé. »

### Une ascendance irlandaise
La famille de Marie-Louise O’Murphy est d’origine irlandaise, installée en Normandie depuis peu. La présence de Daniel Morfil, son grand-père paternel, est attestée à Pont-Audemer à la fin du XVIIe siècle, où meurt sa première épouse Marguerite Connard, Irlandaise comme lui. Lié aux milieux jacobites, soldat perdu des armées de Jacques II Stuart, qui furent défaites le 16 juillet 1690 à la bataille de la Boyne ; Daniel Morfil aura peut être suivi en France son roi réfugié au château de Saint-Germain-en-Laye, dont les derniers régiments catholiques qui lui étaient restés fidèles furent condamnés à mort par contumace par le parlement orangiste d’Irlande et mis à la disposition de Louis XIV.
On sait très peu de chose sur le grand-père de Marie-Louise O’Murphy, si ce n’est qu’il fit probablement partie des soldats licenciés après la paix de Ryswick en 1697. Daniel Morfil (Morfi ou Morphy selon les différentes orthographes retrouvées), s’installe à Rouen vers 1699, date de son mariage en secondes noces avec Brigitte Quoin, où il est désigné dans les registres de la paroisse Saint-Eloi, comme maître cordonnier.

Son fils, Daniel Morfi, le père de Marie-Louise O’Murphy, se marie le 21 janvier 1714 dans la paroisse Saint-Eloi de Rouen avec Marguerite Iquy qui est également d’origine irlandaise : 

« Le 21 de janvier 1714 furent mariés par moi curé Daniel Morphy paroissien de Saint Maclou fils de Daniel et de Marguerite Conard d’une part et Marguerite Iqui fille de Jean et de Brigitte Chrestien…
[Signés] daniel morfi, marguerite iqui, Catt Blake, Pierre D’Heguerty, h Breheoy etc. »

 Des douze enfants nés au foyer de ce couple entre 1714 et 1737, cinq meurent au berceau et sept autres survivront, dont cinq filles prénommées : Marguerite-Louise, Marie-Brigitte, Marie-Magdeleine, Marie-Victoire, Marie-Louise ; et deux garçons : Jean-François et Michel-Augustin.

### Une famille déracinée et déclassée
Daniel et Marguerite Morfi sont connus des services de la justice. L’un s’est illustré dans une affaire d’espionnage et de chantage, l’autre pour prostitution et vol.
Daniel Morfi apparaît dans les registres de la prison de la Bastille, où il est conduit « pour affaire d’État » après son arrestation le 23 février 1735. Collaborateur indélicat, il est alors désigné comme le secrétaire de Charles O’Brien, vicomte de Clare et il est accusé d’avoir dérobé la correspondance diplomatique que son maître, militaire de renom au service de la France, entretenait en secret avec son souverain légitime Jacques III Stuart, prétendant malheureux au trône d’Angleterre, exilé à Rome. Daniel Morfi avait tenté de faire chanter le roi sans trône, en le menaçant de vendre à la cour de Londres, les papiers qu’il avait dérobés. L’affaire compromet le gouvernement français, en faisant apparaître des tractations diplomatiques secrètes favorables à la restauration des Stuarts. Le dossier d’arrestation de ce personnage, pourtant de mince envergure, ne comprend pas moins qu'une apostille manuscrite du cardinal de Fleury, un courrier du vicomte de Clare et une lettre de Jacques III lui-même, appuyant la demande d’éloignement. Daniel Morfi est mis au secret pendant sept mois à la Bastille dont il sortira pour rejoindre sa femme et ses enfants enfermés d’autorité à l’abbaye d’Arcis près de Nogent-le-Rotrou. Cet enfermement prend fin le 21 décembre 1736. Daniel Morfi est autorisé à aller où bon lui semble, excepté Paris. C’est ainsi, qu’avec sa famille, il regagne Rouen, où Marie-Louise naîtra un an plus tard.
Marguerite Morfi a également laissé des traces dans les annales judiciaires. Arrêtée le 10 mai 1729, en compagnie d'Anne Galtier, elle est conduite à la prison de For-l'Évêque, puis enfermée à la Salpêtrière. Surnommée « l’Anglaise », elle est âgée de 29 ans, est dite originaire de Saint-Germain-en-Laye et l’inspecteur qui les arrête déclare que « ces deux femmes prostituées vivaient en débauche avec un jeune homme de famille » « et que c’est à la sollicitation de ces deux femmes débauchées que ce jeune homme avait fait à sa tante consanguine un vol considérable ».
Les sœurs de Marie-Louise O’Murphy sont également connues pour s’être adonnées à la prostitution. Jean Meunier inspecteur de police attaché à la surveillance des filles et des femmes galantes, leur consacre plusieurs pages dans le journal qu’il tient à partir de 1747 ainsi que dans un rapport qu’il rédige en 1753 à l’intention de son supérieur le lieutenant de police Nicolas René Berryer. Le 12 mai 1753, Meunier consacre trois pages aux cinq sœurs Morphis, Marguerite, Brigitte, Madeleine, Victoire et Marie-Louise. À propos de Marguerite et Magdeleine, dite Magdelon, il note qu’elles ont fait « leur campagne en Flandres » à la suite de l’armée française, mais qu’elles n’en étaient pas à leurs débuts car, avant de « passer en Flandres », elles seraient souvent allées en compagnie de leur sœur Victoire « faire des parties chez la Richardot, la Duval, la Beaudouin, la Fleurance et autre femme du monde ». Quant à Brigitte, elle est, selon Meunier, « toujours restée chez ses père et mère et n’a point eu d’aventures brillante ni bruyante ». Il conclut cependant « malgré sa laideur on assure qu’elle n’en est pas à ses débuts ».

C’est sans doute à partir d’informations similaires que le marquis d’Argenson notait, dès le 1er avril 1753, dans son journal à propos de Marie-Louise O’Murphy : 

« le Roi a une maîtresse en règle… elle est de l’ordre des putains par famille et par état. »

### Modèle du peintre François Boucher
On s'accorde à reconnaitre Louise O'Murphy dans le très jeune modèle qui posa pour la Jeune Fille allongée de François Boucher, un tableau célèbre pour son érotisme non dissimulé, datable de 1752. Deux versions de ce tableau nous sont parvenues, toutes deux conservées en Allemagne, l'une dans les collections de l'Alte Pinakothek de Munich, l'autre dans les collections du Wallraf-Richartz Museum de Cologne. Boucher, alors au sommet de sa gloire, s'était fait une spécialité de ces nus délibérément licencieux, représentés dans des poses lascives en dehors de tout contexte mythologique. La Jeune Fille allongée, dite aussi l'Odalisque blonde, fait écho à l'impudique Odalisque brune, peinte vers 1745, dont plusieurs exemplaires sont conservés, au musée du Louvre ou au musée des beaux-arts de Reims.

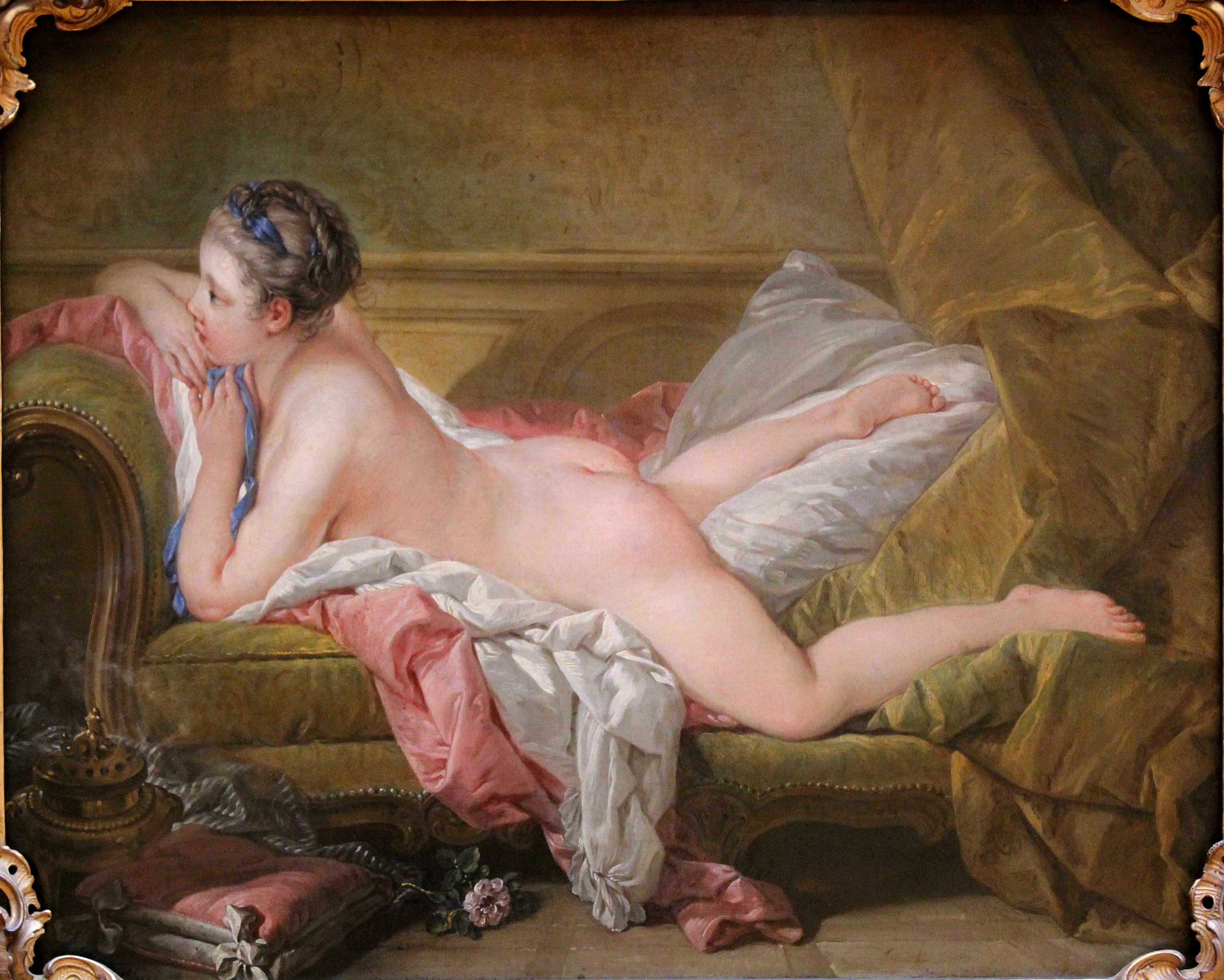
Le tableau de l'ancienne pinacothèque de Munich[9].
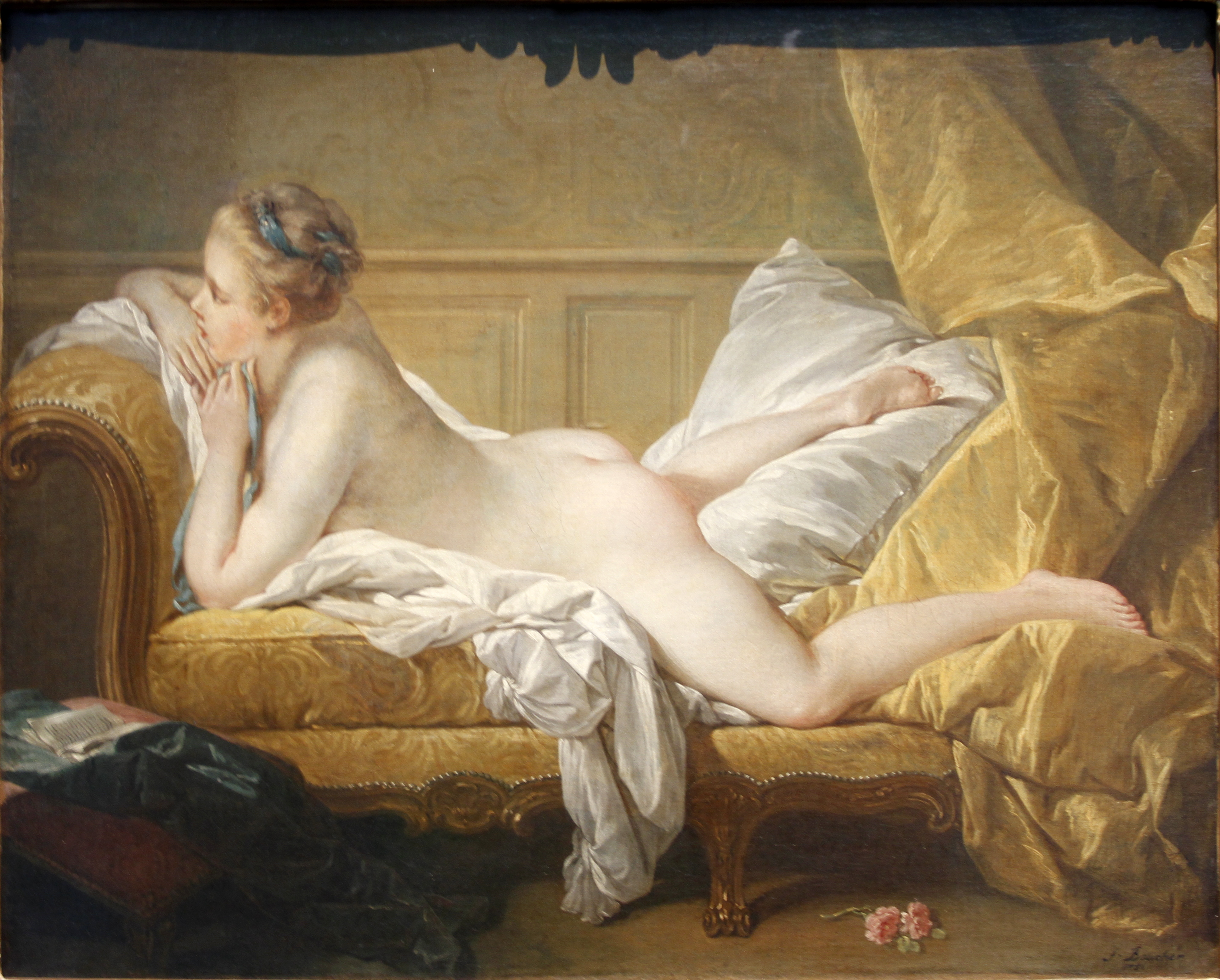
Le tableau du musée de Cologne.
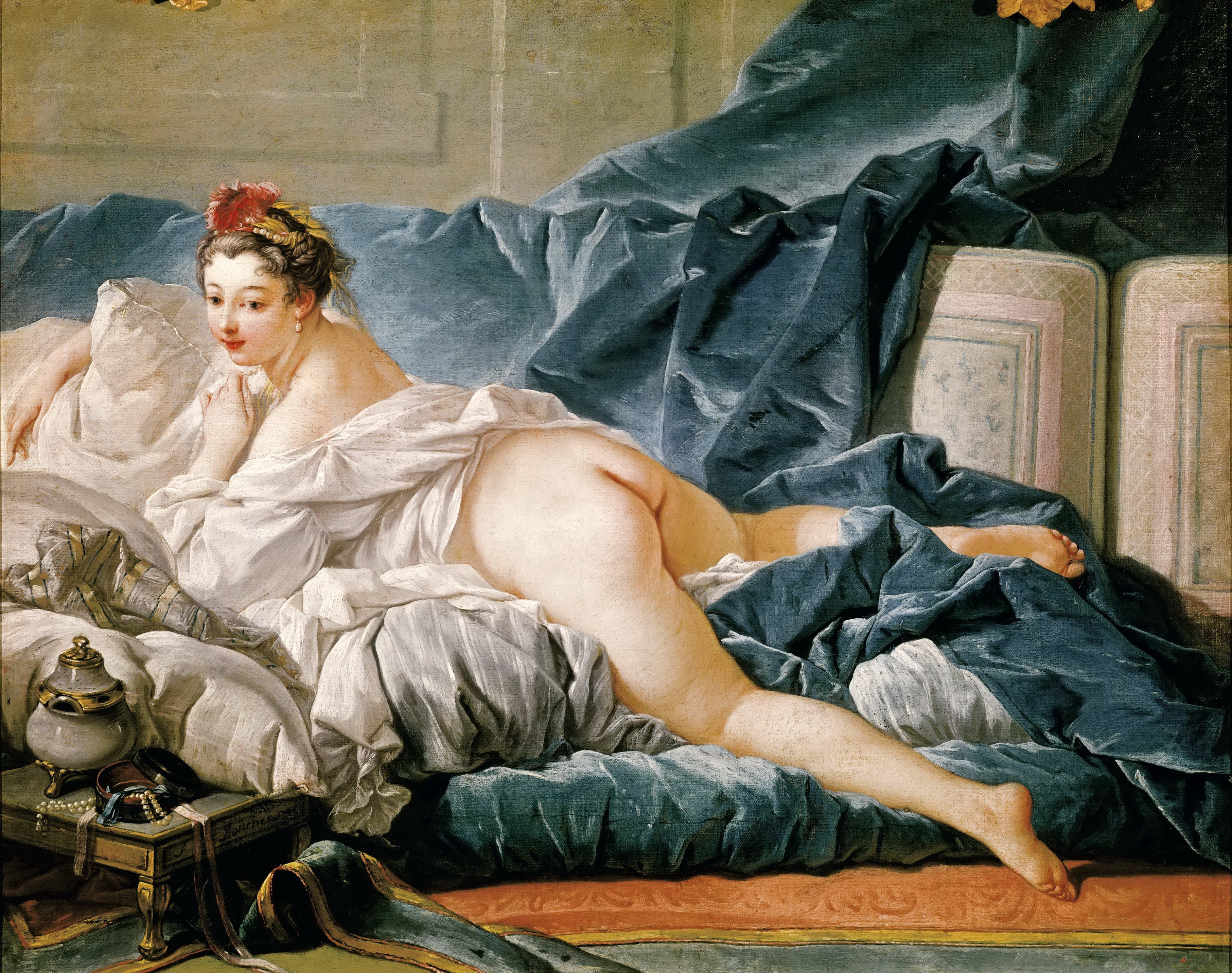
L'Odalisque Brune du musée du Louvre.

Casanova revendique, dans son Histoire de ma vie, la découverte de la belle Morphi, affirmant que c’est à sa demande qu’un peintre aurait peint le portrait dont une copie aurait été mise sous les yeux de Louis XV, qui aurait alors demandé à voir si l’original correspondait à l'œuvre :

« L’habile artiste avait dessiné ses jambes et ses cuisses de façon que l’œil ne pouvait pas désirer de voir davantage. J’y ai fait écrire dessous : O-Morphi, mot qui n’est pas homérique, mais qui n’est pas moins grec. Il signifie Belle. »

Dans le récit acrobatique et peu vraisemblable qu'il fait des évènements, et qui fut rédigé de nombreuses années plus tard, le séducteur vénitien cherche à se donner le rôle central, alors même qu'il n'a peut-être été qu'un témoin partiel. Il ne cite pas nommément Boucher et semble plutôt, au soir de sa vie, avoir brodé cet épisode à partir des ragots et des pamphlets qui circulaient très librement en Europe à la fin du XVIIIe siècle. D'autres sources sont plus précises.

L'inspecteur de police Jean Meunier se fait l'écho dans son journal, d'une autre version des faits, qui circule dans les mois qui suivent la rencontre de Louis XV et Marie-Louise O'Murphy. Le 8 mai 1753 il écrit très précisément : 

« On prétend que la petite Morfi, quatrième sœur et conséquemment la plus jeune servait de modèle à Boucher peintre, qu'il la peignit nue et donna ou vendit le tableau à M. de Vandières qui l'ayant fait voir au Roy, [celui-ci] ne put s'imaginer que le peintre ne l'ait ici beaucoup flattée, il demande à voir la petite Morfi et la trouve encore supérieure au tableau »

### Petite maîtresse de Louis XV
On désigne par le terme de « petite maîtresse » les maîtresses de Louis XV qui ne furent pas présentées à la cour et qui, contrairement aux maîtresses officielles, ne disposaient pas d'un appartement au château. Généralement recrutées par les valets de chambre du roi dans les milieux de la galanterie ou de la petite bourgeoisie parisienne, elles furent, quand leur liaison avec le souverain ne se limitait pas à une nuit, logées dans des maisons acquises par des prête-noms pour le compte du roi dans le quartier du Parc-aux-cerfs à Versailles, ou aux alentours des autres résidences royales. Marie-Louise O'Murphy fut l'une de celles-ci, pendant trois années, de 1752 à 1755.
Différents récits permettent de comprendre les circonstances par lesquelles elle fut présentée au roi. Dans le paragraphe qui précède, on a pu lire comment la police parisienne de l'époque semblait croire que le marquis de Vandières, le propre frère de la marquise de Pompadour, ait pu être à l'origine de cette entremise, en montrant le portrait de "la petite Morfi" au roi. Un autre document vient étayer la thèse selon laquelle le recrutement des petites maîtresses du roi se faisait sous le contrôle de l'entourage proche de la marquise de Pompadour :
Vandières, Directeur des Bâtiments du Roi, dans une lettre adressée le 19 février 1753, au peintre Natoire à Rome, passe une commande assez particulière, et donne des éléments qui permettent de penser qu'il est bien en possession du portrait de Marie-Louise O'Murphy par Boucher, et qu'il a donc pu le montrer au souverain :

« J'ay un cabinet particulier que j'ay voulu enrichir de quatre morceaux des plus habiles peintres de notre École. J'ay déjà en place un Vanloo, un Boucher et un Pierre. Vous jugez bien qu'il y manque un Natoire […] Comme ce cabinet est fort petit et fort chaud, je n'y ai voulu que des nudités : le tableau de Carle représente Antiope endormie ; celui de Boucher, une jeune femme couchée sur le ventre… »

Ensuite c'est à Dominique-Guillaume Lebel, premier valet de chambre du roi, que revient la délicate et secrète mission de négocier la virginité de la jeune fille et de la ramener à Versailles. C'est ainsi que le marquis d'Argenson dans son journal, rapporte le 1er avril 1753 que « Lebel est parti en reconnaissance à Paris pour y marchander un nouveau pucelage […] s'est rendu chez une couturière du nom de Fleuret qui procure des amants à ses ouvrières et tient boutique rue Saint-Honoré ». Le 30 mars, ne connaissant pas encore l'identité de Marie-Louise O'Murphy, il fait allusion à « une petite fille qui servait de modèle chez Boucher » et que le roi « aurait vu chez Lebel son valet de chambre ».

### Marie-Louise Morphy de Boisfailly
Le nom de Marie-Louise Morphy de Boisfailly qui apparait dans la seconde partie de sa vie fut inventé lors de son premier mariage.

En novembre 1755, deux ans et demi et une naissance d'enfant après le début de sa relation, Marie-Louise O'Murphy est chassée en pleine nuit de sa maison du Parc-aux-cerfs. Répudiée par le Roi, elle est éloignée de Versailles:139-168. 

« On lui enjoignit à quatre heures du matin de partir pour Paris et y fut conduite : là elle reçut l'ordre imprévu de se marier et il fallut bien obéir. »

Elle est mariée dans la précipitation le 25 novembre 1755, par contrat reçu devant maître Patu, notaire à Paris, avec Jacques de Beaufranchet, seigneur d'Ayat. Le mariage est arrangé par l'entourage de la marquise de Pompadour. Le duc de Luynes et le marquis de Valfons rapportent que c'est le prince de Soubise et le marquis de Lugeac qui furent chargés de trouver un mari pour Marie-Louise O'Murphy et d'organiser son mariage. Le mari de circonstance a été choisi avec le plus grand soin. Bien né, il donne un beau nom à la petite maîtresse royale. Jeune, il peut plaire. Bon soldat et sans aucune fortune, il obéit.
C'est pour permettre à Marie-Louise O'Murphy de faire bonne figure devant sa future belle famille, et pour ménager la susceptibilité nobiliaire des Beaufranchet, que la jeune femme a été parée du patronyme de Morphy de Boisfailly, et qu'elle est dite fille de Daniel Morphy de Boisfailly, gentilhomme irlandais. Elle a en outre été richement dotée, à hauteur de 200 000 livres, par une donation déguisée de Louis XV, via le chanoine de l'église royale et collégiale de Saint-Paul de Lestrée à Saint-Denis, le père Vanier, et possède en propre les bijoux et vêtements reçus en cadeau de roi, pendant son séjour à Versailles.
Les fiançailles ont lieu le lendemain et le mariage est célébré le 27 novembre 1755, paroisse des Saints-Innocents, dans le plus grand secret. Les parents de Jacques de Beaufranchet sont demeurés en province et envoient leur procuration. Du côté de Marie-Louise, aucun membre de sa famille n'est présent. Sa mère se fait représenter par un avocat en parlement du nom de Noël Duval, et aucune de ses sœurs n'est présente, peut-être pour épargner au « très puissant seigneur d'Ayat » une confrontation pénible avec une belle-famille haute en couleur.
Veuve, Marie-Louise O'Murphy se remarie dès 1759 avec François Nicolas Le Normant de Flaghac. Devenue proche de l'abbé Terray, surintendant des finances, elle accroît sa fortune avec son aide.
En 1779, elle achète un hôtel à Paris, rue du Faubourg-Poissonnière, hôtel toujours existant de nos jours, construit en 1773 dans le style néo-classique par l'architecte Samson-Nicolas Lenoir, connu comme l'hôtel Benoist de Sainte Paulle. À Villennes-sur-Seine, elle achète en 1782 le domaine de Migneaux, où elle se fait bâtir une demeure:215. Après le décès de son deuxième époux, en 1783, elle doit revendre cette propriété, en 1785:232.
Le 22 septembre 1787, elle achète aux Choiseul, moyennant 220 000 livres une seigneurie à Soisy-sous-Etiolles, à proximité immédiate d'Etiolles, l'ancienne demeure de la marquise de Pompadour:232 & 255. Dans les dernières années de l'ancien régime, elle est très proche de Claude Antoine de Valdec de Lessart, nommé à la fin 1790 contrôleur général des finances à la suite de Necker:218-235. En 1791, il devient aussi ministre de l'Intérieur mais est arrêté le 10 mars 1792 et massacré par des sans-culotte en septembre 1792. Marie-Louise O'Murphy se retire alors au Havre, puis, prévenue d'émigration, regagne son château de Soisy-sous-Etiolles, où elle est arrêtée en février 1794:236-242.
Elle est alors incarcérée à Sainte-Pélagie, puis à la prison des Anglaises. L'influence de son fils et celle de son neveu lui permettent d'échapper à la guillotine, et elle est libérée après la chute de Robespierre:242-259.
En 1795, elle revend son hôtel parisien. Le 7 décembre 1798, elle revend son domaine de Soisy-sous-Etiolles au général Lecourbe:260 et termine son existence dans la retraite.

## Unions et Postérité
À 16 ans, pendant sa relation avec le roi Louis XV, elle a de lui une fille:
- Agathe Louise de Saint-Antoine de Saint-André (Paris, paroisse Saint Paul, 30.06.1754 - 6.09.1774), qui épousera, en 1773, René-Jean-Mans de La Tour du Pin, marquis de la Charce (1750-1781). (Sans postérité)

Marie-Louise O'Murphy épouse suivant contrat passé le 25 novembre 1755 devant Patu, notaire à Paris, et religieusement le 27 novembre 1755 à Paris, paroisse des Saints Innocents, Jacques de Beaufranchet, seigneur d'Ayat, en Auvergne:169-175. Jacques de Beaufranchet est tué prématurément à la bataille de Rossbach, en 1757. Elle en a deux enfants :
- Louise Charlotte Antoinette de Beaufranchet d'Ayat, née à Ayat-sur-Sioule le 30 octobre 1756, morte à deux ans, le 6 février 1759 à Ayat-sur-Sioule ;
- Louis Charles Antoine de Beaufranchet d'Ayat, né le 22 novembre 1757 à Ayat-sur-Sioule, mort en 1812 (avant sa mère), qui deviendra un général des armées de la République.

Le 19 février 1759, Marie-Louise O'Murphy se remarie dans l'église Saint-Jean de Riom avec François Nicolas Le Normant de Flaghac, receveur des finances à Riom, lointain cousin des Le Normant d’Étioles et Le Normant de Tournehem et devient une cousine de la marquise de Pompadour. Par cette union, Marie-Louise O’Murphy entre dans le monde de la finance, et, grâce à la protection de l'abbé Terray, accède à des « croupes » sur la Ferme générale, qui lui permettent de décupler ses revenus et sa fortune:203-213. François Nicolas Le Normant meurt à Paris le 26 avril 1783. Une fille naît pendant ce mariage :
- Marguerite Victoire Le Normand de Flaghac, née à Riom le 5 janvier 1768, épouse le 24 février 1786 Jean-Didier Mesnard de Chousy (dont postérité jusqu'à nos jours). Divorcée, elle se remarie au Havre en 1794 avec Constant Le Normant de Tournehem, beau-fils de la marquise de Pompadour.

Des auteurs comme Camille Pascal, identifient Marguerite Victoire comme une fille de Louis XV, la liaison entre Louis XV et la nouvelle comtesse de Flaghac ayant très probablement connu de nouveaux épisodes, notamment en mars 1767. Cette paternité de Louis XV repose sur trois faisceaux d'indices :
1. Le Roi fait verser la somme importante de 350 000 livres à Marie-Louise O'Morphy entre 1771 et 1772. À cette époque, Marguerite-Victoire, née en 1768, a dépassé le stade de la petite enfance, période de forte mortalité, et le Roi, par ces dons, veille discrètement, via un prête-nom, à l'établissement de son enfant[15]:194-196 ;
2. Ensuite, lorsque Marguerite-Victoire se marie, en 1786, le contrat est passé en présence et avec l'agrément de leurs majestés le Roi et la Reine, de toute la famille royale. Ce contrat porte les signatures de Louis XVI, Marie-Antoinette, Louis-Stanislas comte de Provence, Charles-Philippe comte d'Artois, de leurs épouses et de Madame Elizabeth, sœur du roi[15]:196-197 ;
3. Enfin, sous la Restauration, Charles X lui fera verser une « indemnité annuelle » de 2 000 francs sur sa propre cassette et la fait inscrire sur la liste civile pour une pension viagère de 3 000 francs[15]:197-198.

Troisième mariage de Marie-Louise O'Morphy, en 1795, à Soisy-sous-Étiolles, le 17 germinal an III. À 58 ans, elle trouve un nouveau protecteur de trente ans son cadet, Louis-Philippe Dumont (1765-1853), député modéré du Calvados à la Convention, dont elle divorce deux ans plus tard.
Marie-Louise Morphy de Boisfailly s'éteint à Paris le 11 décembre 1814, à l'âge de 77 ans, au domicile parisien de sa fille Victoire Le Normant de Flaghac.

## Galerie

François Boucher, L'Odalisque brune, Musée du Louvre, Paris, France - (Ici, le modèle serait la femme de F. Boucher[20]).
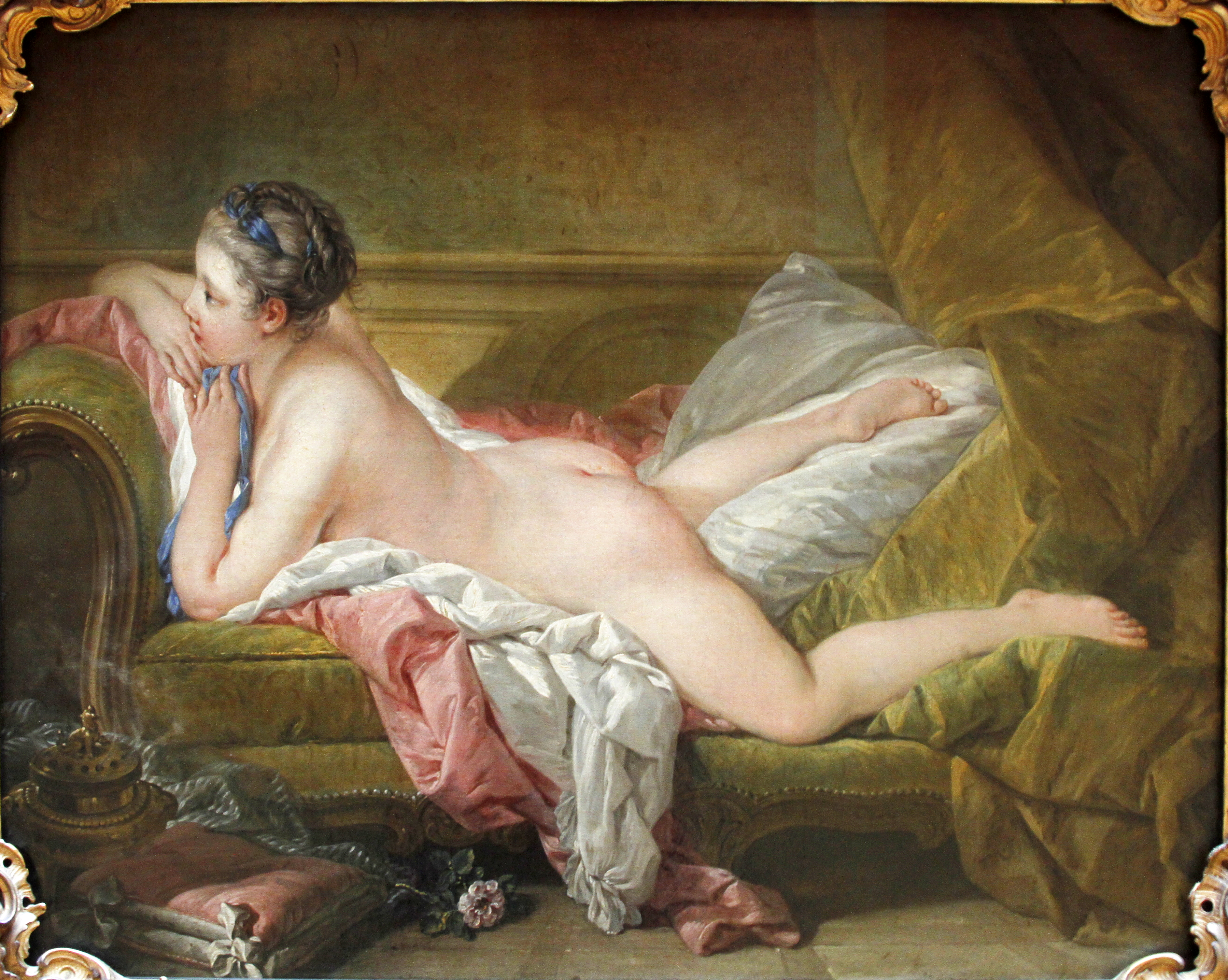
François Boucher, L'Odalisque blonde, (1751) Alte Pinakothek, Munich, Allemagne.
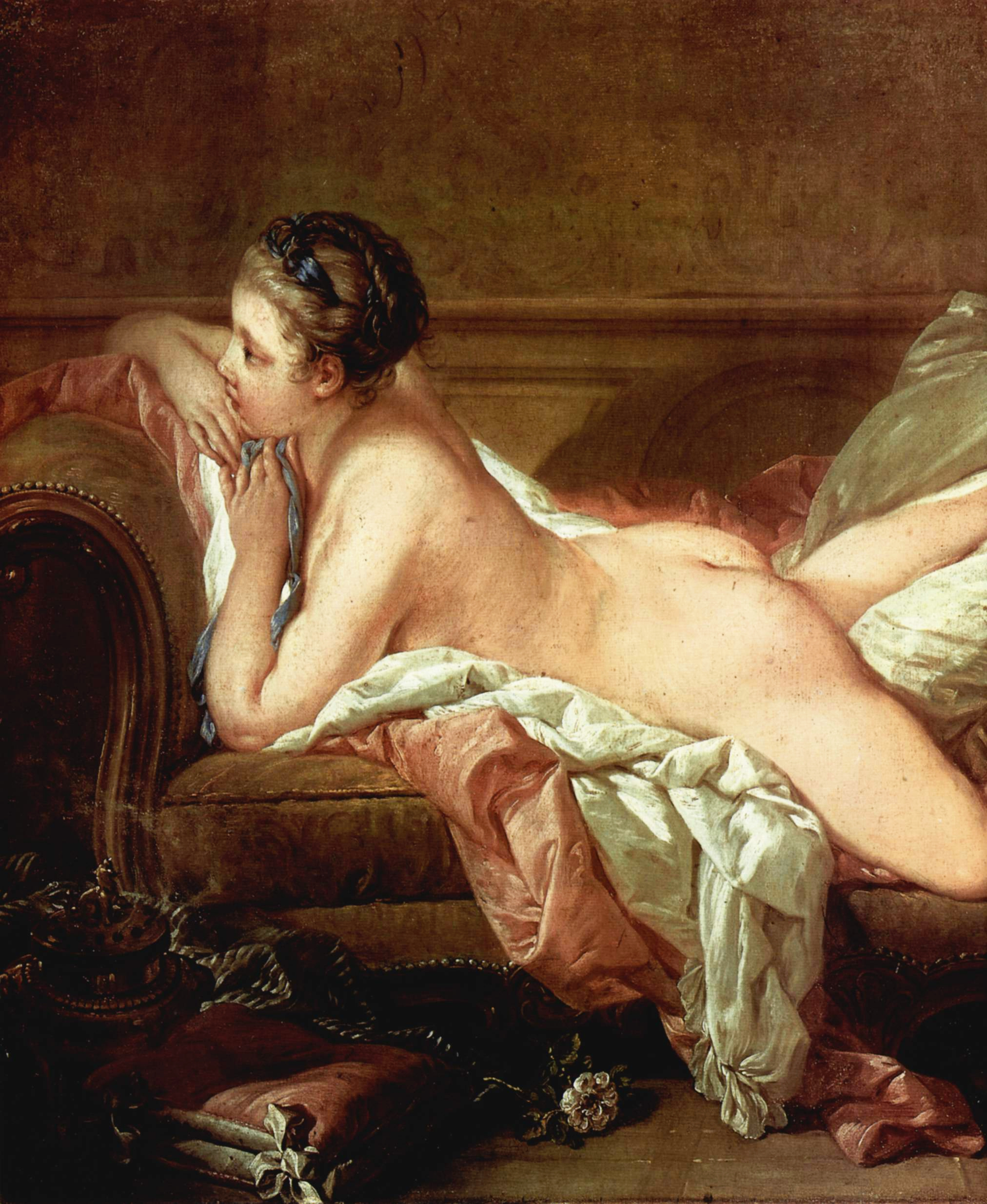
Détail.
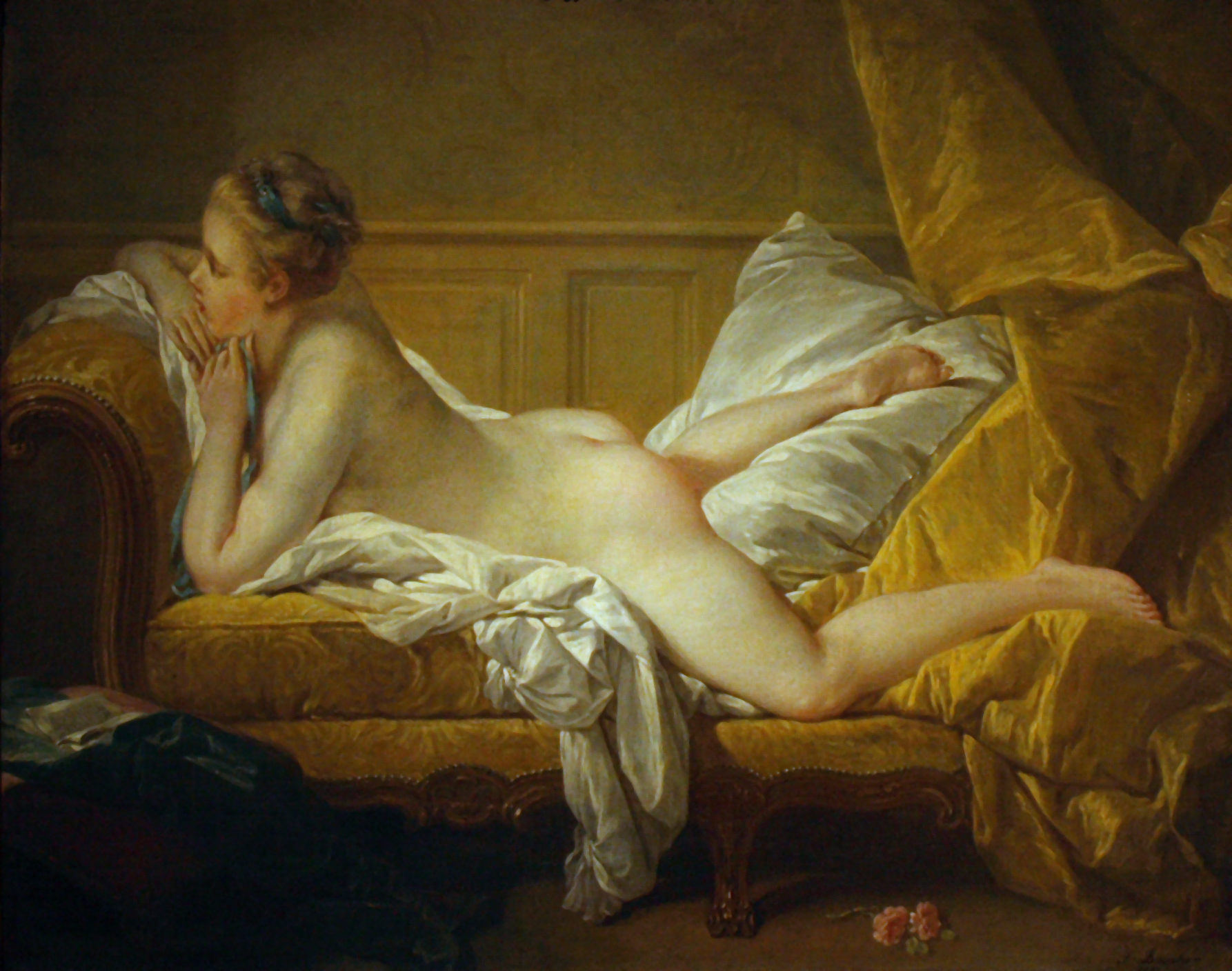
François Boucher, L'Odalisque blonde, (1752) Wallraf-Richartz Museum, Cologne, Allemagne.

### Sources et bibliographie
- Michel Ferron, « Une favorite de Louis XV et ses alliances en Auvergne », L'Auvergne littéraire et artistique,‎ 1935, p. 13-27 (lire en ligne)
- Giacomo Casanova, Histoire de ma vie, F.A. Brockhaus, Wiesbaden et Plon, Paris 1960-1961.
- Camille Pascal, Le Goût du roi : Louis XV et Marie-Louise O'Murphy, Paris, Librairie Académique Perrin, 2006, 327 p.,  (ISBN 978-2-28602-950-0).
- (de) Alexander Schulz, Louison O'Morphy. Bouchers Modell für « das Ruhende Mädchen », Isny, Andreas Schultz, 1998, 80 p.
- (en) Duncan Sprott, Our Lady of the potatoes, Faber and Faber, Londres, 1997, 235 p.,  (ISBN 978-0-57117-459-1). (traduction française) Notre-Dame des pommes de terre, 1997, Paris, Robert Laffont, 284 p.  (ISBN 2 221 08239 7)
- La Grande Encyclopédie, vol. 24, 1899, 1200 p. (lire en ligne), p. 580.